# Mann von Koelbjerg
Der Mann von Koelbjerg (bis 2016 als Frau von Koelbjerg bekannt) ist die älteste bisher bekannte Moorleiche und gleichzeitig der älteste humane Knochenfund Dänemarks. Er datiert in die Zeit der Maglemose-Kultur um 8000 vor Chr. Der Fund wurde als weiblich bestimmt und war für mehr als 75 Jahre als Frau von Koelbjerg bekannt, neuere Untersuchungen bestätigten dagegen das männliche Geschlecht. Die Reste werden im archäologischen Museum im Herrenhaus Møntergården in Odense verwahrt.

## Fundumstände
In dem kleinen Kesselmoor Grøftebjergmosen bei Koelbjerg in der Assens Kommune auf der dänischen Insel Fünen fanden Torfstecher 1941 einen menschlichen Schädel und einige Knochen. Der Lehrer A. Nielsen aus Koelbjerg meldete den Fund beim Fyns Stiftsmuseum. Die Mitarbeiter des Museums konnten die ursprüngliche Lage der Knochen nur aufgrund der Aussagen der Torfstecher rekonstruieren. Demnach lagen der Schädel und zwei weitere Knochen in 2,5 Metern Tiefe, die Mehrheit der Knochen aber in einer Tiefe von 3 bis 3,5 Metern und einer Entfernung von sieben bis acht Metern in ostsüdöstlicher Richtung. Weitere zwei Meter in Richtung Ostsüdost wurde ein Oberschenkelknochen gefunden.
Fundort: 55° 24′ 13″ N, 10° 7′ 59″ O

## Untersuchungsergebnisse
Das Skelett wurde nicht vollständig gefunden. Die anthropologische Untersuchung der Knochen ergab, dass der Mann etwa 155 cm groß und 20 bis 25 Jahre alt gewesen war. An den Knochen sind keine Anzeichen von Krankheiten oder Mangelernährung erkennbar, und die erhaltenen Zähne des ursprünglich vollständigen Gebisses weisen ebenfalls keine krankhaften Veränderungen wie Karies auf. Eine δ13C-Isotopenanalyse zeigte, dass sich der Mann überwiegend von Landpflanzen und -tieren ernährt und Meerestiere wie Fische oder Muscheln in seiner Ernährung kaum eine Rolle gespielt hatten. Die Ergebnisse der Strontiumanalyse ergaben, dass der Mann auf der Insel Fünen aufgewachsen war. Eine DNA-Analyse ergab keine verwertbaren Ergebnisse. Die wenigen gefundenen DNA-Spuren stammen vermutlich aus Verunreinigungen durch frühere Bearbeiter. Die Verteilung der Knochen über eine größere Fläche wird damit erklärt, dass der Mann möglicherweise in dem See ertrank, und – während seine Weichteile verwesten – noch eine Weile im offenen Wasser umhertrieb. Erst nachdem ein Großteil seiner Weichteile vergangen waren, wurden die zurückgebliebenen Knochen von dem verlandenden See eingeschlossen.
Im Juli 1941 wurde eine Pollenanalyse an einer Torfprobe aus dem Schädelinneren durchgeführt. Die Moorleiche konnte in die Zeit der Maglemose-Kultur um 8000 vor Chr. datiert werden. Im Oktober 1943 wurde am Fundort noch eine Bohrprobe für weitere Untersuchungen genommen. Eine 14C-Untersuchung bestätigte 1983 die Datierung in die Zeit der Maglemose-Kultur.

### Revidierung der Geschlechtsbestimmung
Nach dem Fund des Schädels 1941 wurde dieser als weiblich bestimmt, was gelegentlich bezweifelt wurde. In der Folge wurde der Fund als „Frau von Koelbjerg“ angesprochen und war mehr als 75 Jahre lang unter diesem Namen international bekannt. Im Rahmen einer 2016/2017 durchgeführten Reihenuntersuchung am Zentrum für Geogenetik des Naturhistorischen Museums Kopenhagen zur Geschlechtsbestimmung von etwa 100 prähistorischen Skelettfunden wurden dagegen zwei Proben aus einem Zahn des Schädels unabhängig voneinander mittels DNA-Analyse als männlich bestimmt.

### Weitere Funde
Etwa 2,5 km südwestlich, nahe dem Nerverkær-Moor, wurden Siedlungsreste aus der Zeit der Maglemose-Kultur gefunden. Möglicherweise lebte der Mann von Koelbjerg in dieser Siedlung.
Ein etwa 10.200 Jahre altes Skelett ist die 1903 entdeckte „Frau von Österöd“ in Bohuslän (Schweden), die 2007 datiert wurde.